# Txiru
El txiru (Pantholops hodgsonii) és una espècie d'antílop, dins la família dels bòvids, l'única del gènere Pantholops. Fa uns 80 centímetres d'alçada a l'espatlla. És originari de l'altiplà del Tibet, incloent-hi la Regió Autònoma del Tibet i la província de Qinghai (Xina), i a prop de Ladakh (Índia, antigament l'oest del Nepal). El txiru té un pelatge amb un color que va del gris al marró vermellós, amb la regió ventral blanca. Els mascles tenen unes grans banyes corbades cap enrere que fan uns 50 centímetres de llarg. En queden menys de 75.000 exemplars en estat salvatge, una xifra que s'ha desplomat des del milió que n'hi havia fa cinquanta anys.